# Cisteína sintase
Em enzimologia, uma cisteína sintase (EC 2.5.1.47) é uma enzima que catalisa a reação química
O3-acetil-L-serina + sulfeto de hidrogênio {\displaystyle \rightleftharpoons } L-cisteína + acetato
Assim, os dois substratos desta enzima são O3-acetil-L-serina e sulfeto de hidrogênio, enquanto seus dois produtos são L-cisteína e acetato.
Esta enzima pertence à família das transferases, especificamente a transferência de daqueles grupos aril or alquil além de grupos metil.  O nome sistemático desta classe de enzima é O3-acetil-L-serina:sulfeto de hidrogênio 2-amino-2-carboxietiltransferase.  Outros nomes em uso comum incluem O-acetil-L-serina sulfidrilase, O-acetil-L-serina sulfoidrolase, O-acetilserina (tiol)-liase, O-acetilserina (tiol)-liase A, O-acetilserina sulfidrilase, O3-acetil-L-serina acetato-liase (adição de sulfeto de hidrogênio), acetilserina sulfidrilase, cisteína sintetase, S-sulfocisteína sintase, 3-O-acetil-L-serina:sulfeto de hidrogênio e 2-amino-2-carboxietiltransferase.  Essa enzima participa em 3 vias metabólicas: metabolismo da cisteína, metabolismo de selenoaminoácido e metabolismo do enxofre.  Emprega um cofacor, piridoxal fosfato.

## Estudos estruturais
No final de 2007, 12 estruturas foram resolvidos para esta classe de enzimas, com códigos de acesso PDB 1O58, 1VE1, 1Y7L, 1Z7W, 1Z7Y, 2BHS, 2BHT, 2EGU, 2ISQ, 2Q3B, 2Q3C e 2Q3D.